# Ochodaeus nigricollis
Ochodaeus nigricollis är en skalbaggsart som beskrevs av Heller 1914. Ochodaeus nigricollis ingår i släktet Ochodaeus och familjen Ochodaeidae. Inga underarter finns listade i Catalogue of Life.